# 冈格阿加特
冈格阿加特（Gangaghat），是印度北方邦Unnao县的一个城镇。总人口70817（2001年）。

## 人口
该地2001年总人口70817人，其中男性37826人，女性32991人；0—6岁人口10087人，其中男5419人，女4668人；识字率65.71%，其中男性为70.87%，女性为59.79%。